# Старческий маразм (альбом)
«Старческий маразм» — одиннадцатый студийный альбом российской группы «Кирпичи», вышедший в 2021 году. Альбом состоит из 15 треков, 11 из которых записаны в коллаборации с другими музыкантами.

## История создания
1 мая 2021 года группа выпустила видеоклип на песню «Учитесь плавать», которая позже войдёт в альбом. В записи песни принимал участие Александр Скляр, ведущий одноимённой музыкальной авторской радиопрограммы о рок-музыке.
Выпуск альбома «Старческий маразм» состоялся 14 мая 2021 года. Издателем альбома выступила компания «Союз Мьюзик». Презентация альбома состоялась 30 мая в Москве. Во второй половине мая 2021 года группа отправилась в концертный тур в поддержку альбом «Старческий маразм».

Участник группы Василий Васин прокомментировал альбом таким образом: 
Если вы найдёте хоть грамм актуальных тенденций в этом альбоме, то плюньте мне в лицо. «Старческий маразм» — это не просто несогласие, а абсолютное непересечение группы «Кирпичи» с так называемой современной музыкой.Василий Васин
Звучание альбома совмещает различные стили музыки, от альтернативы до регги. К записи было приглашено большое количество музыкантов и групп: Сергей Ефременко (Markscheider Kunst), Найк Борзов, Эрнесто Заткнитесь, «Заточка», Билли Новик, Илья Черт и другие.
Альбом «Старческий маразм» стал одиннадцатым номерным альбомом в дискографии группы.

## Список композиций
1. «Новенького» (feat. Ефр) (3:50)
2. «Учитесь Плавать» (feat. Алексндр Ф. Скляр) (1:42)
3. «Знаешь, Кто Я?» (2:00)
4. «25 Лет Чистого Хейта» (2:01)
5. «Оммаж» (feat. МС Дагон) (3:05)
6. «Закопайте Труп» (feat. Смирняга) (3:15)
7. «Never Enough» (feat. Заточка) (4:16)
8. «Unite / Вместе Веселей» (feat. Ultraz) (1:24)
9. «Только Для Тебя» (feat. Найк Борзов) (3:29)
10. «Акротопот» (feat. Иван Турист) (1:38)
11. «Включи Рамштайн по-братски» (feat. Эрнесто Заткнитесь) (2:56)
12. «Для обеспечения вашей безопасности» (2:40)
13. «А Сейчас Будет Соло» (4:15)
14. «Осколок древних эпох» (feat. Илья Чёрт (Пилот)) (4:47)
15. «Blues De Moscou III» (feat. Билли Новик, Владимир Бегунов & Радар) (4:15)

## Восприятие
Корреспондент издания «Коммерсантъ» Борис Барабанов высказал мнение, что песни альбома «слишком хороши для того, чтобы лезть из кожи вон, раскручивая их в телевизоре или в YouTube». Барабанов обратил внимание на иронию, которой пропитаны тексты группы «Кирпичи».